# Bueres
Bueres es una localidad y parroquia del concejo de Caso, en el Principado de Asturias. Tiene una población de 130 habitantes (INE 2021) repartidos en 159 viviendas y 27,17 km². Está situado a 8 km de la capital del concejo, Campo de Caso, y con una altitud de 680 metros sobre el nivel medio del mar. 

Su población, en los últimos 21 años, ha tenido una tendencia claramente bajista.
Su templo parroquial, construido en 1880, está dedicado a Santiago, que celebra su fiesta el 25 de julio y es una de las más concurridas del concejo.
Dispone de dos casas rurales como alojamientos turísticos, con una capacidad total de 30 plazas y dos establecimientos hosteleros, uno de ellos restaurante parrilla, con una excelente cocina. 
Desde allí se pueden realizar múltiples excursiones de montaña aptas para cualquier persona, pues se puede escoger la duración y dificultad deseada, el abanico de posibilidades es amplio. Así mismo, el vecino concejo de Piloña, por el que transcurre la carretera comarcal AS-254, que une Infiesto con Campo de Caso, ya puede satisfacer cualquier necesidad que no se pueda encontrar en Bueres.

## Barrios
- Bueres
- Govezanes
- Nieves